# Jerry Litton
Jerry Lon Litton (ur. 12 maja 1937 w Lock Springs, zm. 3 sierpnia 1976 w Chillicothe) – amerykański polityk, członek Partii Demokratycznej.

## Działalność polityczna
W okresie od 3 stycznia 1973 do śmierci 3 sierpnia 1976 przez dwie kadencje był przedstawicielem 6. okręgu wyborczego w stanie Missouri w Izbie Reprezentantów Stanów Zjednoczonych.